# Bộ Sưởng (鬯)
Bộ Sưởng, bộ thứ 192 có nghĩa là "rượu nếp" là 1 trong 8 bộ có 10 nét trong số 214 bộ thủ Khang Hy.
Trong Từ điển Khang Hy có 8 chữ (trong số hơn 40.000) được tìm thấy chứa bộ này.

## Tự hình Bộ Sưởng (鬯)

Giáp cốt văn
Kim văn
Đại triện
Tiểu triện

## Chữ thuộc Bộ Sưởng (鬯)
| Số nét bổ sung | Chữ       |
| -------------- | --------- |
| 0              | 鬯/sưởng/ |
| 17             | 鬰/uất/   |
| 19             | 鬱/uất/   |